# Франко-итальянское соглашение (1935)
Франко-итальянское соглашение 1935 года (фр. Accord franco-italien, итал. Accordo franco-italiano; также соглашение Муссолини — Лаваля, Римский пакт) — политический договор между Францией и Италией, который был подписан 7 января 1935 года в Риме. Соглашение 1935 года ознаменовало начало «политики умиротворения», которую проводили в то время ведущие западные державы в ответ на агрессивную экспансию фашистских стран. Заключая соглашение, Франция и Италия урегулировали спорные вопросы по своим африканским колониям и гарантировали суверенитет Австрии, тем самым подготовив почву для совместного противодействия усилению нацистской Германии в Европе. Главное же значение соглашения заключалось в том, что оно фактически обеспечило невмешательство Франции во вторую итало-эфиопскую войну.

## Предыстория
Основными векторами итальянской имперской политики в Африке с конца XIX века стали подчинение и последующая колонизация Ливии и Эфиопии (Абиссинии). Французское правительство всегда соглашалось на уступки итальянцам по отношению к этим странам в тех случаях, когда желало добиться сближения с Италией. В первой половине 1930-х годов фашистский режим в Италии, пришедший на волне всеобщего недовольства итогами Первой мировой войны, по которым Италия получила крайне ничтожные — особенно по сравнению с долей других колониальных держав — приобретения в Африке, и мечтавший расширить свои африканские владения, замыслил осуществить грандиозную внешнеполитическую акцию — захват Эфиопии (Абиссинии). Франция, со своей стороны, хотела заручиться поддержкой Италии против всё возрастающей германской мощи, пусть и путём удовлетворения итальянских требований относительно Африки. Также и Франция, и Италия были заинтересованы в сохранении независимости Австрии — первая не хотела бы усиливать Германию, вторая хотела бы сохранить союзный фашистский режим в Австрии.
После убийства Луи Барту в 1934 году пост министра иностранных дел Франции занял Пьер Лаваль. Он принял идеи своего предшественника по созданию системы коллективной безопасности в Европе, которые бы предусматривали сдерживание всё увеличивающейся военной угрозы со стороны нацистской Германии. Поэтому 4 января 1935 года Лаваль отправился в Рим — столицу союзницы Германии фашистской Италии, чтобы встретиться с итальянским лидером Бенито Муссолини и договориться с ним.

## Переговоры сторон и подписание

Совещание Бенито Муссолини и Пьера Лаваля по поводу условий Римского пакта в присутствии советников, 1935 год.

В начале переговоров Муссолини конфиденциально сообщил французскому правительству, что существование сферы влияния Франции в Эфиопии, появившейся по условиям Лондонского соглашения 1906 года, является главным камнем преткновения к соглашению с Францией, и требовал от него пойти на уступки по этому вопросу. Одновременно Италия спровоцировала ряд столкновений на границе между Эфиопией и итальянскими колониями.
Министр иностранных дел Франции Лаваль и премьер-министр Италии Муссолини провели с 4 по 7 января во французском посольстве в Риме, в палаццо Фарнезе, четыре долгих совещания — три в присутствии советников (4, 5, 7 января), и одно секретное (6 января), с глазу на глаз. По результатам первых двух совещаний было опубликовано франко-итальянское соглашение по австрийскому вопросу. Но всё же первые два дня визита Лавалю казалось, что переговоры могут провалиться, несмотря на уже достигнутые успехи. Однако после третьего, секретного, совещания Лаваль объявил, что соглашение достигнуто по всем пунктам. На следующий день они подписали соглашение, содержащее восемь протоколов, хотя согласились опубликовать только четыре.
Общая декларация по результатам совещания в Риме 7 января 1935 г. была опубликована 11 января. Она информировала, что обе стороны намерены «развивать традиционную дружбу, соединяющую обе нации, и сотрудничать в духе взаимного доверия в деле сохранения общего мира».

## Условия
15 апреля 1935 года были опубликованы те условия соглашения, которые Лаваль и Муссолини согласились раскрыть.

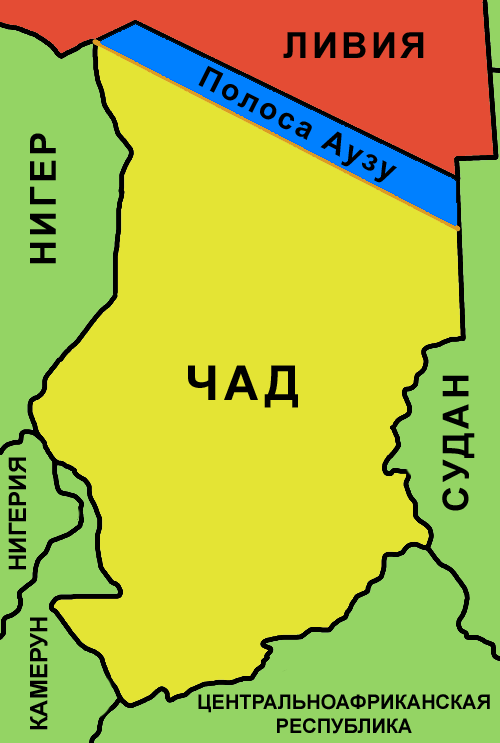
Полоса Аузу

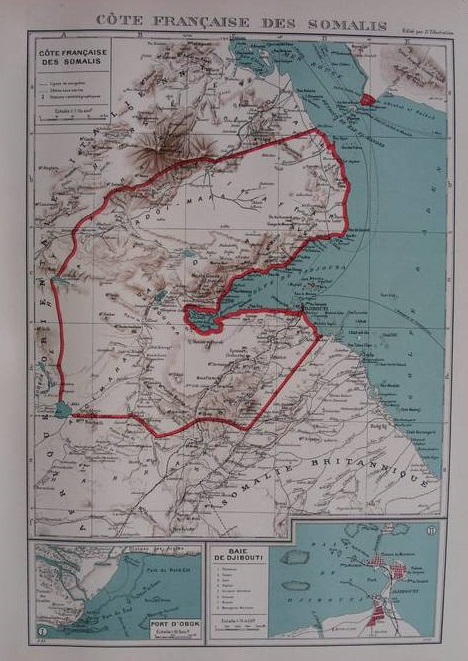
Граница Французского Сомали и Итальянской Эритреи по Римскому пакту

По опубликованной части соглашения Италия получила территорию на африканском побережье Баб-эль-Мандебского пролива общей площадью около 800 км² и общей протяжённостью вдоль моря 22 километра, а также небольшой прилегающий остров Думейра. Для завоевательных планов Муссолини в Африке этот береговой участок имел существенное стратегическое значение. (Этим приобретением Италии были особенно недовольны английские и французские военные круги и часть английской и французской высшей политической элиты, так как морское соседство агрессивной милитаристской Италии создавало угрозу британскому Адену и французскому Сомали. Эти колонии имели важнейшее значение для их метрополий как военно-морские базы на месте соединения Красного моря и Индийского океана).

Италия также получала ранее спорную полосу Аузу площадью 114 тысяч км², которая располагается между французским Чадом (к югу от этой полосы) и итальянской Ливией (к северу от этой полосы). Муссолини, говоря об этом приобретении Италии, карикатурно преуменьшал его значение: 
«Я получил недавно от французов 110 тысяч квадратных миль Сахарской пустыни… Знаете, сколько жителей имеется на этой бесплодной территории? 62… Их пришлось искать, как иголку в стоге сена. Они нашлись в конце концов в затерянной в песках долине, где, однако, не оказалось достаточного количества воды для её обработки».
Протокол соглашения 1935 года по Тунису содержал пункт ликвидации в течение 30 лет привилегированного положения итальянских подданных в Тунисе. Здесь Муссолини частично удовлетворил претензии французского правительства. Стороны договорились о том, что гражданство Италии сохранят за собой дети итальянцев во Французском Тунисе, которые родятся до 1945 года. После 1965 года итальянцы, проживающие в Тунисе, уже не будут иметь права принимать итальянское гражданство.
Соглашение 7 января к тому же предусматривало и заключение Дунайского пакта. Признавая строгое соблюдение суверенитета и независимость Австрии необходимым условием сохранения мира в Европе, Франция и Италия решили достигнуть соглашения о гарантиях неприкосновенности австрийских границ. К нему должны были также присоединиться Польша, Румыния, а за ними ещё и другие государства.
Неопубликованная же часть соглашения включала в себя протокол о франко-итальянских консультациях в случае нарушения Германией статей Версальского мирного договора 1919 года (состоялись 27 июня 1935 года между заместителем председателя Высшего военного совета Франции генералом М. Гамеленом и начальником генштаба итальянской армии П. Бадольо, которые обменялись протоколами о взаимопомощи в случае нападения Германии) и протокол о защите статус-кво в районе входа в Красное море.
Также в секретную часть соглашения были включены два письма Лаваля к Муссолини. В одном из них Лаваль сообщил Муссолини о незаинтересованности Франции в экономической сфере влияния в Эфиопии, тем самым устраняя главный камень преткновения в отношениях между двумя странами (и фактически отказываясь от прав Франции в Эфиопии по Лондонскому соглашению 1906 года). По второму секретному письму Лаваля Италии были предоставлены 20 % акций принадлежащей Франции железной дороги, соединяющей французский порт Джибути со столицей Абиссинии (Эфиопии) Аддис-Абебой. Италия также получила право на использование французского участка железной дороги Джибути — Аддис-Абеба для снабжения итальянских войск. (После подписания соглашения 1935 года Италия начала переброску войск в свои африканские колонии с использованием этой железной дороги). В обмен Лаваль получил со стороны Италии гарантии по сохранению французской концессии на эфиопской части железной дороги Джибути — Аддис-Абеба (после итальянской оккупации территории Эфиопии).

## Последствия
26 марта 1935 года все соглашения, подписанные Лавалем и Муссолини в Риме, были ратифицированы Францией. Однако парламент Италии не одобрил их, потому что в этом договоре не был рассмотрен вопрос о французских Корсике, Ницце и Тунисе, на которые распространялись требования итальянского ирредентизма.
Условие о поддержке суверенитета и неприкосновенности границ Австрии так и не было исполнено обеими сторонами: Италия, уже через два года после заключения соглашения (в ноябре 1937) вступившая в Антикоминтерновский пакт, не стала протестовать против аншлюса Австрии, Франция также самоустранилась от вмешательства.
Условие Римского пакта о передаче полосы Аузу итальянской Ливии от французской Экваториальной Африки имело далеко идущие последствия, послужившие причиной территориального спора между уже независимыми Ливией и Чадом и даже крупного вооружённого конфликта между ними, продолжавшегося до конца XX века.
Впоследствии стало известно, что во время секретного совещания в ходе переговоров по заключению пакта, Муссолини раскрыл Лавалю свой план захвата Эфиопии (Абиссинии). Лаваль же со своей стороны вполне определённо дал понять Муссолини, что французское правительство не будет препятствовать осуществлению его замысла. Это подтверждается личными признаниями Лаваля, которые он сделал уже через несколько лет после заключения соглашения, хотя раньше, ещё в 1935 году, Лаваль утверждал, что не пошёл на уступки Муссолини по Эфиопии. Муссолини же всегда настаивал на том, что заключая Римский пакт, французское правительство дало Италии разрешение на войну с Эфиопией. На то, что тайные условия франко-итальянского соглашения 1935 года дали Италии «свободу рук» в Эфиопии, указывает захваченный документ, который был подготовлен в Министерстве иностранных дел Италии в 1936 году, а затем найден в национальных архивах Соединенных Штатов. В этом документе содержится доклад о позиции французского правительства по отношению к Италии в 1935 году, в котором говорится следующее:
Судьба Эфиопии и французской позиции по вопросу о Восточной Африке была практически решена в результате переговоров Муссолини и Лаваля в Риме. Обменявшись в январе 1935 года письмами и устными заверениями Лаваля, французское правительство обязалось предоставить Италии полную свободу действий в Восточной Африке и раз и навсегда урегулировать любые вопросы с эфиопским правительством.
 В результате своей личной дипломатии Муссолини сумел устранить одно из основных препятствий для развязывания новой итало-эфиопской войны.
Сразу после того, как Лаваль уехал из Рима, Большой фашистский совет Италии объявил, что из-за большой вероятности военных конфликтов будут приняты необходимые меры, в том числе и в итальянских Сомали и Эритрее. Девять месяцев спустя, в октябре 1935 года, итальянские войска вторгнутся в Эфиопию.
Подписывая соглашение и договариваясь с Муссолини, Франция рассчитывала ослабить натиск Италии в районе Дунайского бассейна и на Балканах и направить итальянскую экспансию в сторону Африки, а также предотвратить сближение нацистской Германии и Италии, однако, как оказалось впоследствии, эти расчёты оказались неверными. В декабре 1938 года, когда это сближение стало уже очевидным, Италия денонсировала Римский пакт.